# Daniel Ticktum
Daniel „Dan” Ticktum (ur. 8 czerwca 1999) – brytyjski kierowca wyścigowy. Zwycięzca Grand Prix Makau w 2017 i 2018 roku, wicemistrz Europejskiej Formuły 3 w 2018 roku. W 2022 roku kierowca Formuły E w zespole NIO 333 FE Team.

## Życiorys
Po sukcesach w kartingu, Ticktum rozpoczął międzynarodową karierę w jednomiejscowych samochodach wyścigowych w 2015 roku od startów w MSA Formula Certified by FIA Powered by Ford EcoBoost. Spośród 27 wyścigów, w których wystartował, wygrał trzy i dziesięciokrotnie stawał na podium. Uzbierane 242 punkty dały mu szóste miejsce w klasyfikacji generalnej.
W 2016 roku Brytyjczyk odbył gościnne starty z brytyjską ekipą Carlin w Europejskiej Formule 3.
W 2019 roku kierowca podpisał umowę z Williams F1 na bycie kierowcą rezerwowym w Formule 1 na sezon 2020.

## Wyniki

### Podsumowanie
| Sezon     | Seria                                         | Zespół                | Starty | P1 | PP | NO | Podia | Punkty | Pozycja |
| --------- | --------------------------------------------- | --------------------- | ------ | -- | -- | -- | ----- | ------ | ------- |
| 2015      | MSA Formula Championship                      | Fortec Motorsports    | 27     | 3  | 3  | 5  | 10    | 242    | 6       |
| 2015      | Europejski Puchar Formuły Renault 2.0         | Koiranen GP           | 2      | 0  | 0  | 0  | 0     | 0      | NS†     |
| 2015      | Północnoeuropejski Puchar Formuły Renault 2.0 | Koiranen GP           | 4      | 0  | 0  | 0  | 0     | 41     | 23      |
| 2016      | Europejska Formuła 3                          | Carlin                | 3      | 0  | 0  | 0  | 0     | 0      | NS†     |
| 2016      | Brytyjska Formuła 3 BRDC                      | Double R Racing       | 3      | 1  | 0  | 1  | 2     | 59     | 4       |
| 2016      | Grand Prix Makau                              | Double R Racing       | 1      | 0  | 0  | 0  | 0     | n.d.   | NU      |
| 2016/2017 | MRF Challenge Formula 2000                    | MRF Challenge         | 4      | 0  | 0  | 0  | 1     | 41     | 11      |
| 2017      | Europejski Puchar Formuły Renault 2.0         | Arden International   | 23     | 1  | 1  | 2  | 3     | 134    | 7       |
| 2017      | Północnoeuropejski Puchar Formuły Renault 2.0 | Arden International   | 5      | 0  | 0  | 0  | 1     | 0      | NS†     |
| 2017      | Seria GP3                                     | DAMS                  | 5      | 0  | 0  | 1  | 1     | 34     | 11      |
| 2017      | Grand Prix Makau                              | Motopark              | 1      | 1  | 0  | 0  | 1     | n.d.   | 1       |
| 2018      | Europejska Formuła 3                          | Motopark              | 30     | 4  | 5  | 1  | 8     | 308    | 2       |
| 2018      | Grand Prix Makau                              | Motopark              | 1      | 1  | 1  | 1  | 1     | n.d.   | 1       |
| 2018      | Super Formula                                 | Team Mugen            | 2      | 0  | 0  | 0  | 0     | 0      | 19      |
| 2018      | Formuła 2                                     | BWT Arden             | 2      | 0  | 0  | 0  | 0     | 0      | 23      |
| 2019      | Super Formula                                 | Team Mugen            | 3      | 0  | 0  | 0  | 0     | 1      | 20      |
| 2019      | Azjatycka Formuła 3                           | Dragon Hitech GP      | 6      | 0  | 2  | 0  | 1     | 38     | 9       |
| 2019      | Formula Regional European Championship        | Van Amersfoort Racing | 6      | 0  | 0  | 0  | 2     | 64     | 9       |
| 2019      | Grand Prix Makau                              | Carlin Buzz Racing    | 1      | 0  | 0  | 0  | 0     | n.d.   | 13      |
| 2020      | Formuła 2                                     | DAMS                  | 24     | 1  | 0  | 2  | 4     | 96,5   | 11      |
| 2021      | Formuła 2                                     | Carlin                | 23     | 2  | 0  | 1  | 7     | 159,5  | 4       |
| 2021/2022 | Formuła E                                     | NIO 333 FE Team       | 16     | 0  | 0  | 0  | 0     | 1      | 21      |
| 2022/2023 | Formuła E                                     | NIO 333 Racing        | 16     | 0  | 0  | 0  | 0     | 28     | 17      |
| 2023      | Grand Prix Makau                              | Rodin Carlin          | 1      | 0  | 0  | 0  | 0     | n.d.   | 13      |
| 2023/2024 | Formuła E                                     | ERT Formula E Team    | 16     | 0  | 0  | 0  | 0     | 12     | 19      |
| 2024/2025 | Formuła E                                     | Kiro Race Co          | 12     | 1  | 0  | 1  | 2     | 80*    | 5*      |

† - Jako gość nie mógł zdobywać punktów

### Europejska Formuła 3
| Legenda oznaczeń w tabelach wyników Wyświetl szablon na nowej stronie | Legenda oznaczeń w tabelach wyników Wyświetl szablon na nowej stronie                                                                     |
| Oznaczenie                                                            | Wyjaśnienie |
| --------------------------------------------------------------------- | --- |
| Złoty                                                                 | Zwycięzca lub mistrzostwo |
| Srebrny                                                               | 2. miejsce lub wicemistrzostwo |
| Brązowy                                                               | 3. miejsce lub II wicemistrzostwo |
| Zielony                                                               | Ukończył, punktował (w klasyfikacji generalnej, gdy zdobył co najmniej jeden punkt na przestrzeni sezonu, poza trzema powyższymi opcjami) |
| Niebieski                                                             | Ukończył, nie punktował (w klasyfikacji generalnej, gdy nie zdobył co najmniej jednego punktu na przestrzeni sezonu)                      |
| Czerwony                                                              | Nie zakwalifikował się (NZ) |
| Czerwony                                                              | Nie prekwalifikował się (NPK) |
| Różowy                                                                | Nie ukończył (NU) |
| Różowy                                                                | Niesklasyfikowany (NS) (w klasyfikacji generalnej, gdy nie został sklasyfikowany w żadnym wyścigu sezonu)                                 |
| Czarny                                                                | Zdyskwalifikowany (DK) |
| Czarny                                                                | Wykluczony (WYK/EX) |
| Biały                                                                 | Nie wystartował (NW) |
| Biały                                                                 | Kontuzjowany (K/INJ) |
| Biały                                                                 | Wyścig odwołany (OD/C) |
| Bez koloru                                                            | Został wycofany (WYC/WD) |
| Bez koloru                                                            | Nie przybył (NP/DNA) |
| Bez koloru                                                            | Nie brał udziału w treningach (NT/DNP) |
| Bez koloru                                                            | Nie został zgłoszony (–) |
| Pogrubienie                                                           | Start z pole position |
| Kursywa                                                               | Najszybsze okrążenie wyścigu |
| †                                                                     | Nie ukończył, ale jego rezultat został zaliczony ze względu na przejechanie więcej niż 90% dystansu wyścigu.                              |
| *                                                                     | Sezon w trakcie |
| 1/2/3                                                                 | Punktowana pozycja w sprincie |
| Lista systemów punktacji Formuły 1                                    | |

| Rok  | Zespół   | Wyniki w poszczególnych eliminacjach | Wyniki w poszczególnych eliminacjach | Wyniki w poszczególnych eliminacjach | Wyniki w poszczególnych eliminacjach | Wyniki w poszczególnych eliminacjach | Wyniki w poszczególnych eliminacjach | Wyniki w poszczególnych eliminacjach | Wyniki w poszczególnych eliminacjach | Wyniki w poszczególnych eliminacjach | Wyniki w poszczególnych eliminacjach | Wyniki w poszczególnych eliminacjach | Wyniki w poszczególnych eliminacjach | Wyniki w poszczególnych eliminacjach | Wyniki w poszczególnych eliminacjach | Wyniki w poszczególnych eliminacjach | Wyniki w poszczególnych eliminacjach | Wyniki w poszczególnych eliminacjach | Wyniki w poszczególnych eliminacjach | Wyniki w poszczególnych eliminacjach | Wyniki w poszczególnych eliminacjach | Wyniki w poszczególnych eliminacjach | Wyniki w poszczególnych eliminacjach | Wyniki w poszczególnych eliminacjach | Wyniki w poszczególnych eliminacjach | Wyniki w poszczególnych eliminacjach | Wyniki w poszczególnych eliminacjach | Wyniki w poszczególnych eliminacjach | Wyniki w poszczególnych eliminacjach | Wyniki w poszczególnych eliminacjach | Wyniki w poszczególnych eliminacjach | Punkty | Pozycja |
| ---- | -------- | ------------------------------------ | ------------------------------------ | ------------------------------------ | ------------------------------------ | ------------------------------------ | ------------------------------------ | ------------------------------------ | ------------------------------------ | ------------------------------------ | ------------------------------------ | ------------------------------------ | ------------------------------------ | ------------------------------------ | ------------------------------------ | ------------------------------------ | ------------------------------------ | ------------------------------------ | ------------------------------------ | ------------------------------------ | ------------------------------------ | ------------------------------------ | ------------------------------------ | ------------------------------------ | ------------------------------------ | ------------------------------------ | ------------------------------------ | ------------------------------------ | ------------------------------------ | ------------------------------------ | ------------------------------------ | ------ | ------- |
| 2016 | Carlin   | LEC                                  | LEC                                  | LEC                                  | HUN                                  | HUN                                  | HUN                                  | PAU                                  | PAU                                  | PAU                                  | RBR                                  | RBR                                  | RBR                                  | NOR                                  | NOR                                  | NOR                                  | ZAN                                  | ZAN                                  | ZAN                                  | SPA                                  | SPA                                  | SPA                                  | NÜR                                  | NÜR                                  | NÜR                                  | IMO                                  | IMO                                  | IMO                                  | HOC                                  | HOC                                  | HOC                                  | 0      | NS§     |
| 2016 | Carlin   | –                                    | –                                    | –                                    | –                                    | –                                    | –                                    | –                                    | –                                    | –                                    | –                                    | –                                    | –                                    | –                                    | –                                    | –                                    | –                                    | –                                    | –                                    | –                                    | –                                    | –                                    | –                                    | –                                    | –                                    | –                                    | –                                    | –                                    | 13                                   | 20                                   | 14                                   | 0      | NS§     |
| 2018 | Motopark | PAU                                  | PAU                                  | PAU                                  | HUN                                  | HUN                                  | HUN                                  | NOR                                  | NOR                                  | NOR                                  | ZAN                                  | ZAN                                  | ZAN                                  | SPA                                  | SPA                                  | SPA                                  | SIL                                  | SIL                                  | SIL                                  | MIS                                  | MIS                                  | MIS                                  | NÜR                                  | NÜR                                  | NÜR                                  | RBR                                  | RBR                                  | RBR                                  | HOC                                  | HOC                                  | HOC                                  | 308    | 2       |
| 2018 | Motopark | 3                                    | NU                                   | 5‡                                   | 1                                    | NU                                   | 2                                    | 4                                    | NU                                   | 1                                    | 5                                    | 6                                    | NU                                   | 13                                   | 1                                    | 5                                    | 1                                    | 8                                    | 6                                    | 6                                    | 4                                    | 4                                    | 3                                    | 3                                    | 4                                    | 8                                    | 17†                                  | 4                                    | 5                                    | 7                                    | 4                                    | 308    | 2       |

‡ - Przyznano połowę punktów, gdyż zostało przejechane mniej niż 75% wyścigu.
§ - Jako gość nie mógł zdobywać punktów.

### GP3
| Rok  | Zespół | Wyniki w poszczególnych eliminacjach | Wyniki w poszczególnych eliminacjach | Wyniki w poszczególnych eliminacjach | Wyniki w poszczególnych eliminacjach | Wyniki w poszczególnych eliminacjach | Wyniki w poszczególnych eliminacjach | Wyniki w poszczególnych eliminacjach | Wyniki w poszczególnych eliminacjach | Wyniki w poszczególnych eliminacjach | Wyniki w poszczególnych eliminacjach | Wyniki w poszczególnych eliminacjach | Wyniki w poszczególnych eliminacjach | Wyniki w poszczególnych eliminacjach | Wyniki w poszczególnych eliminacjach | Wyniki w poszczególnych eliminacjach | Wyniki w poszczególnych eliminacjach | Punkty | Pozycja |
| ---- | ------ | ------------------------------------ | ------------------------------------ | ------------------------------------ | ------------------------------------ | ------------------------------------ | ------------------------------------ | ------------------------------------ | ------------------------------------ | ------------------------------------ | ------------------------------------ | ------------------------------------ | ------------------------------------ | ------------------------------------ | ------------------------------------ | ------------------------------------ | ------------------------------------ | ------ | ------- |
| 2017 | DAMS   | CAT                                  | CAT                                  | RBR                                  | RBR                                  | SIL                                  | SIL                                  | HUN                                  | HUN                                  | SPA                                  | SPA                                  | MNZ                                  | MNZ                                  | JER                                  | JER                                  | YAS                                  | YAS                                  | 34     | 11      |
| 2017 | DAMS   | –                                    | –                                    | –                                    | –                                    | –                                    | –                                    | –                                    | –                                    | –                                    | –                                    | 13                                   | OD                                   | 4                                    | NU                                   | 4                                    | 3                                    | 34     | 11      |

### Super Formula
| Rok  | Zespół     | Wyniki w poszczególnych eliminacjach | Wyniki w poszczególnych eliminacjach | Wyniki w poszczególnych eliminacjach | Wyniki w poszczególnych eliminacjach | Wyniki w poszczególnych eliminacjach | Wyniki w poszczególnych eliminacjach | Wyniki w poszczególnych eliminacjach | Punkty | Pozycja |
| ---- | ---------- | ------------------------------------ | ------------------------------------ | ------------------------------------ | ------------------------------------ | ------------------------------------ | ------------------------------------ | ------------------------------------ | ------ | ------- |
| 2018 | Team Mugen | SUZ                                  | AUT                                  | SUG                                  | FUJ                                  | MOT                                  | OKA                                  | SUZ                                  | 0      | 19      |
| 2018 | Team Mugen | –                                    | –                                    | NU                                   | 11                                   | –                                    | –                                    | –                                    | 0      | 19      |
| 2019 | Team Mugen | SUZ                                  | AUT                                  | SUG                                  | FUJ                                  | MOT                                  | OKA                                  | SUZ                                  | 1      | 20      |
| 2019 | Team Mugen | 8                                    | NU                                   | 15                                   | –                                    | –                                    | –                                    | –                                    | 1      | 20      |

### Formuła 2
| Rok  | Zespół    | Wyniki w poszczególnych eliminacjach | Wyniki w poszczególnych eliminacjach | Wyniki w poszczególnych eliminacjach | Wyniki w poszczególnych eliminacjach | Wyniki w poszczególnych eliminacjach | Wyniki w poszczególnych eliminacjach | Wyniki w poszczególnych eliminacjach | Wyniki w poszczególnych eliminacjach | Wyniki w poszczególnych eliminacjach | Wyniki w poszczególnych eliminacjach | Wyniki w poszczególnych eliminacjach | Wyniki w poszczególnych eliminacjach | Wyniki w poszczególnych eliminacjach | Wyniki w poszczególnych eliminacjach | Wyniki w poszczególnych eliminacjach | Wyniki w poszczególnych eliminacjach | Wyniki w poszczególnych eliminacjach | Wyniki w poszczególnych eliminacjach | Wyniki w poszczególnych eliminacjach | Wyniki w poszczególnych eliminacjach | Wyniki w poszczególnych eliminacjach | Wyniki w poszczególnych eliminacjach | Wyniki w poszczególnych eliminacjach | Wyniki w poszczególnych eliminacjach | Punkty | Pozycja |
| ---- | --------- | ------------------------------------ | ------------------------------------ | ------------------------------------ | ------------------------------------ | ------------------------------------ | ------------------------------------ | ------------------------------------ | ------------------------------------ | ------------------------------------ | ------------------------------------ | ------------------------------------ | ------------------------------------ | ------------------------------------ | ------------------------------------ | ------------------------------------ | ------------------------------------ | ------------------------------------ | ------------------------------------ | ------------------------------------ | ------------------------------------ | ------------------------------------ | ------------------------------------ | ------------------------------------ | ------------------------------------ | ------ | ------- |
| 2018 | BWT Arden | BHR                                  | BHR                                  | BAK                                  | BAK                                  | CAT                                  | CAT                                  | MON                                  | MON                                  | LEC                                  | LEC                                  | RBR                                  | RBR                                  | SIL                                  | SIL                                  | HUN                                  | HUN                                  | SPA                                  | SPA                                  | MNZ                                  | MNZ                                  | SOC                                  | SOC                                  | YAS                                  | YAS                                  | 0      | 23      |
| 2018 | BWT Arden | –                                    | –                                    | –                                    | –                                    | –                                    | –                                    | –                                    | –                                    | –                                    | –                                    | –                                    | –                                    | –                                    | –                                    | –                                    | –                                    | –                                    | –                                    | –                                    | –                                    | –                                    | –                                    | 11                                   | NU                                   | 0      | 23      |
| 2020 | DAMS      | RBR                                  | RBR                                  | RBR                                  | RBR                                  | HUN                                  | HUN                                  | SIL                                  | SIL                                  | SIL                                  | SIL                                  | CAT                                  | CAT                                  | SPA                                  | SPA                                  | MNZ                                  | MNZ                                  | MUG                                  | MUG                                  | SOC                                  | SOC                                  | BHR                                  | BHR                                  | BHR                                  | BHR                                  | 96,5   | 11      |
| 2020 | DAMS      | 5                                    | 3                                    | 8                                    | 2                                    | 9                                    | NU                                   | 8                                    | 1                                    | 15                                   | 7                                    | 9                                    | 10                                   | 6                                    | 10                                   | 7                                    | DK                                   | 17                                   | 17                                   | 10                                   | 8‡                                   | 9                                    | 12                                   | 8                                    | 3                                    | 96,5   | 11      |
| 2021 | Carlin    | BHR                                  | BHR                                  | BHR                                  | MON                                  | MON                                  | MON                                  | BAK                                  | BAK                                  | BAK                                  | SIL                                  | SIL                                  | SIL                                  | MNZ                                  | MNZ                                  | MNZ                                  | SOC                                  | SOC                                  | SOC                                  | JED                                  | JED                                  | JED                                  | YAS                                  | YAS                                  | YAS                                  | 159,5  | 4       |
| 2021 | Carlin    | 8                                    | NU                                   | 2                                    | 6                                    | 1                                    | NU                                   | 2                                    | 6                                    | 8                                    | 8                                    | 3                                    | 2                                    | NU                                   | 11                                   | 3                                    | 1                                    | OD                                   | 5                                    | 7                                    | 4                                    | 10‡                                  | 6                                    | 4                                    | 6                                    | 159,5  | 4       |

‡ - Kierowcy otrzymali połowę punktów, gdyż przejechano mniej niż 75% dystansu wyścigu.